# Vadászterület
Magyarországon a vadászati törvény 8. §-a szerint vadászterületnek minősül – hasznosítási formájától függetlenül – az a földterület, valamint vízfelület, amelynek kiterjedése a háromezer hektárt eléri, és szemközti határvonalainak távolsága legalább háromezer méter, továbbá, ahol a vad
a) a szükséges táplálékot megtalálja,
b) természetes szaporodási feltételei, valamint
c) természetes mozgásigénye, búvóhelye, nyugalma adott.
Nem minősül vadászterületnek, és a vadászterület kiterjedésének megállapításánál figyelmen kívül kell hagyni az azon található
a) település közigazgatási belterületét, valamint
b) lakóingatlanul szolgáló bekerített külterületi ingatlan,
c) tanya, valamint major,
d) temető,
e) nem mező-, erdő- vagy vadgazdálkodási célból bekerített hely,
f) repülőtér,
g) közút, továbbá
h) vasút
területét.